# Ulisses dos Santos
Ulisses dos Santos (* 13. Mai 1929 in Coruripe; † 17. März 2021 in Macapá) war ein brasilianischer Leichtathlet, der sich auf den Hürdenlauf spezialisiert hatte.

## Biografie
Ulisses dos Santos erreichte bei den Olympischen Sommerspielen 1956 in Melbourne das Halbfinale im 400-Meter-Hürdenlauf. Über dieselbe Distanz wurde er bei den Panamerikanischen Spielen 1959 Fünfter.
Zudem gewann dos Santos über 400 Meter Hürden bei den Südamerikameisterschaften 1954 und 1961 Bronze und 1958 Silber.
Am 17. März 2021 starb dos Santos im Alter von 91 Jahren während der COVID-19-Pandemie in Macapá an den Folgen einer SARS-CoV-2-Infektion.